# Wappen von Köln (Schiff)
Die Wappen von Köln war ein 1966/67 erbautes Ausflugsschiff, das bis zum 14. Juli 2012 im Auftrag der Köln-Düsseldorfer Deutsche Rheinschiffahrt AG betrieben wurde. Sie wurde von Mai bis Oktober 2011 für ein- und zweistündige Rundfahrten im Zuge der Bundesgartenschau 2011 eingesetzt. Danach schied sie aus dem Plandienst aus und wurde nur noch vereinzelt als Veranstaltungs- und Partyschiff genutzt. Im Juli 2015 wurde sie auf einer Abwrackwerft in ’s-Gravendeel verschrottet. Neben den Köln-Düsseldorfer-Schiffen RheinMagie und RheinFantasie zählte sie zu den größten Passagierschiffen auf europäischen Binnengewässern.

## Geschichte

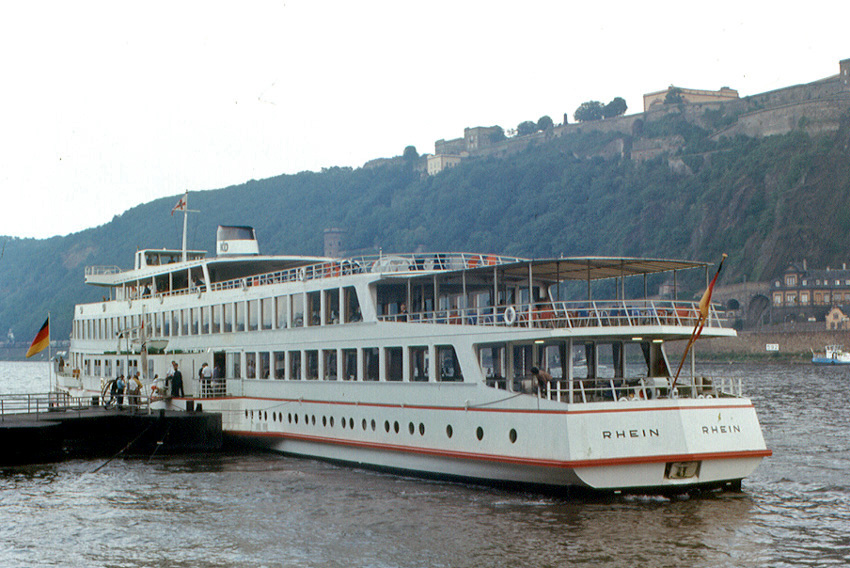
Die Rhein in Koblenz, 1973

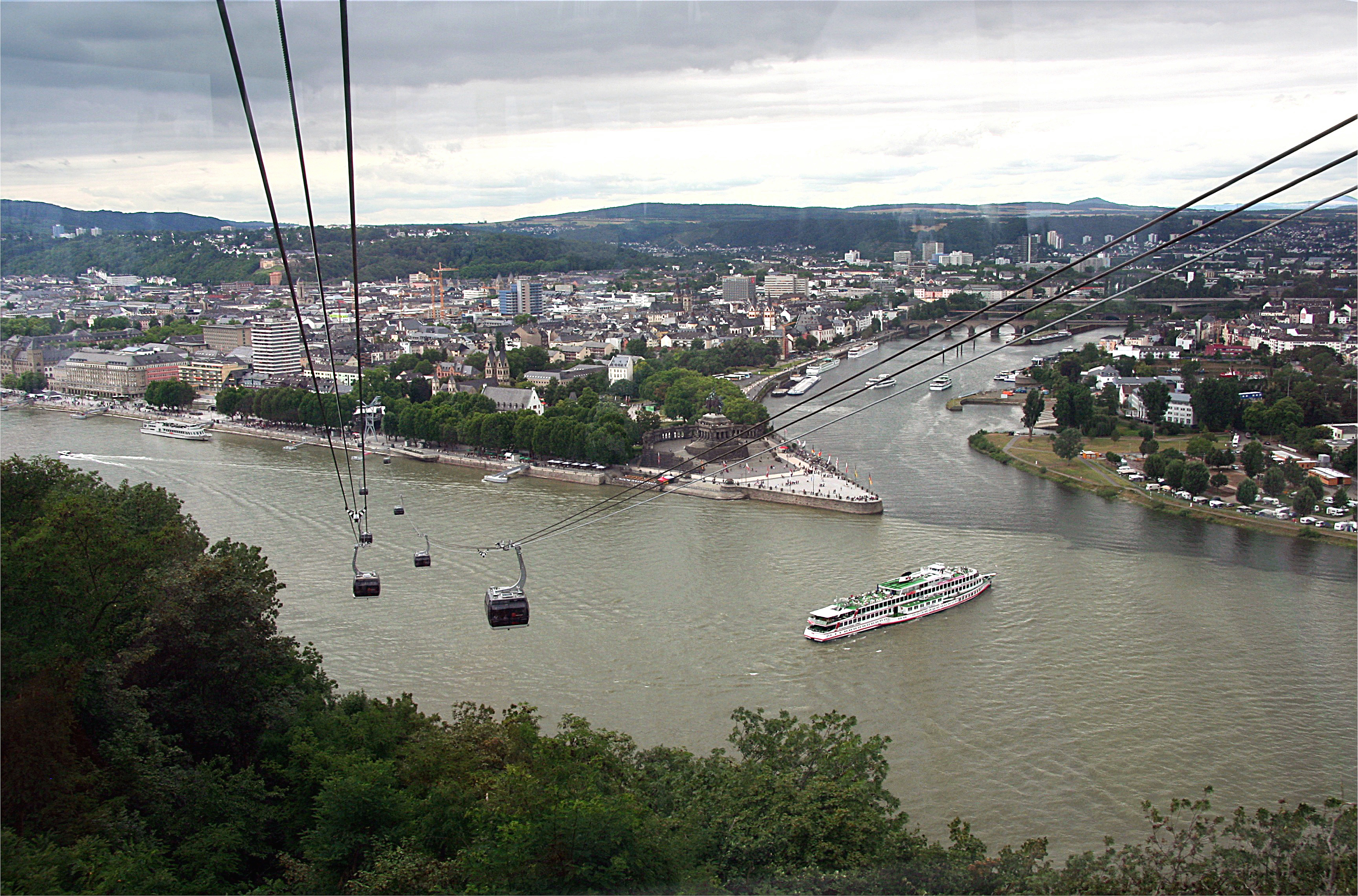
Wappen von Köln während der BUGA 2011 vor dem Deutschen Eck

Das Fahrgastschiff wurde in den Jahren 1966 und 1967 von der Schiffswerft Christof Ruthof in Mainz-Kastel unter der Baunummer 1469 gebaut. Die Kiellegung erfolgte im Juni 1966, der Stapellauf am 18. März des Folgejahres. Die Werft lieferte das Schiff am 8. Mai 1967 aus, zwei Tage später taufte Baronin Veronika von Hammerstein-Loxten das Schiff in Wiesbaden-Biebrich auf den Namen Rhein. Die Baukosten betrugen 7 Mio. D-Mark.
Die Rhein war zum Zeitpunkt der Inbetriebnahme am 13. Mai 1967 für eine maximale Fahrgastkapazität von 3000 Personen zugelassen. Im Jahre 1985 wurde sie in Wappen von Köln umbenannt. Im Dezember 2008 wurde das Schiff an die hundertprozentige Unternehmenstochter KD Europe S.à r.l in Luxemburg verkauft und anschließend im Januar 2009 in Valletta auf Malta registriert. Da die Schiffe der Köln-Düsseldorfer ihren Heimathafen mangels Hochseetauglichkeit nicht erreichen können, werden sie im Hafen Niehl I in Köln gewartet. Seit 2001 diente das Schiff als Werbeträger, zunächst für die Biermarke Hasseröder (2001 bis 2006), anschließend für die Tageszeitung Express. Neben zahlreichen Sondereinsätzen als Veranstaltungsschiff, wie beispielsweise für Karnevals- und „Ü30“-Partys ihres letzten Werbesponsors, wurde das Großraumschiff seit der Außerdienststellung der bauähnlichen Wappen von Mainz in der Adventszeit als schwimmender Weihnachtsmarkt vor der Kölner Frankenwerft eingesetzt.

Im Mai 2010 bestellte die Köln-Düsseldorfer bei der De Hoop-Werft in Rijnwaarden ein neues Tagesausflugs- und Veranstaltungsschiff mit einer Kapazität von bis zu 1000 Fahrgästen, das am 5. Mai 2011 in Dienst gestellt wurde. Das Schiff, das den Namen RheinFantasie trägt, übernahm die bisherigen Veranstaltungs- und Linienfahrten der Wappen von Köln. Im Anschluss wurde das Schiff bis zum 16. Oktober 2011 für Rundfahrten bei der Bundesgartenschau 2011 in Koblenz eingesetzt. Da das Ausflugsschiff BUGA Koblenz 2011 durch einen Defekt an der Ruderanlage nicht eingesetzt werden konnte, übernahm die Wappen von Köln bis zum 23. Oktober 2011 die Fahrplaneinsätze auf der Strecke Boppard–Rüdesheim. Danach setzte die Reederei das Schiff nur noch als schwimmenden Weihnachtsmarkt, als Partyschiff und bei Sonderveranstaltungen ein. Nach ihrem Einsatz bei den Kölner Lichtern am 14. Juli 2012 wurde sie im Hafen Niehl I aufgelegt und stand bis März 2015 zum Verkauf. In dieser Zeit wurde sie als Lager für die Schiffe des australischen Reiseveranstalters Scenic Tours genutzt. Da die Köln-Düsseldorfer vertraglich bei Schiffsverkäufen den Einsatz auf dem für Touristen interessanten eigenen Einsatzgebiet ausschloss, wurde kein Käufer gefunden, sodass die Wappen von Köln am 28. März 2015 zur Verschrottung nach ’s-Gravendeel überführt wurde. Vier Monate später wurde sie dort abgewrackt.

## Ausstattung

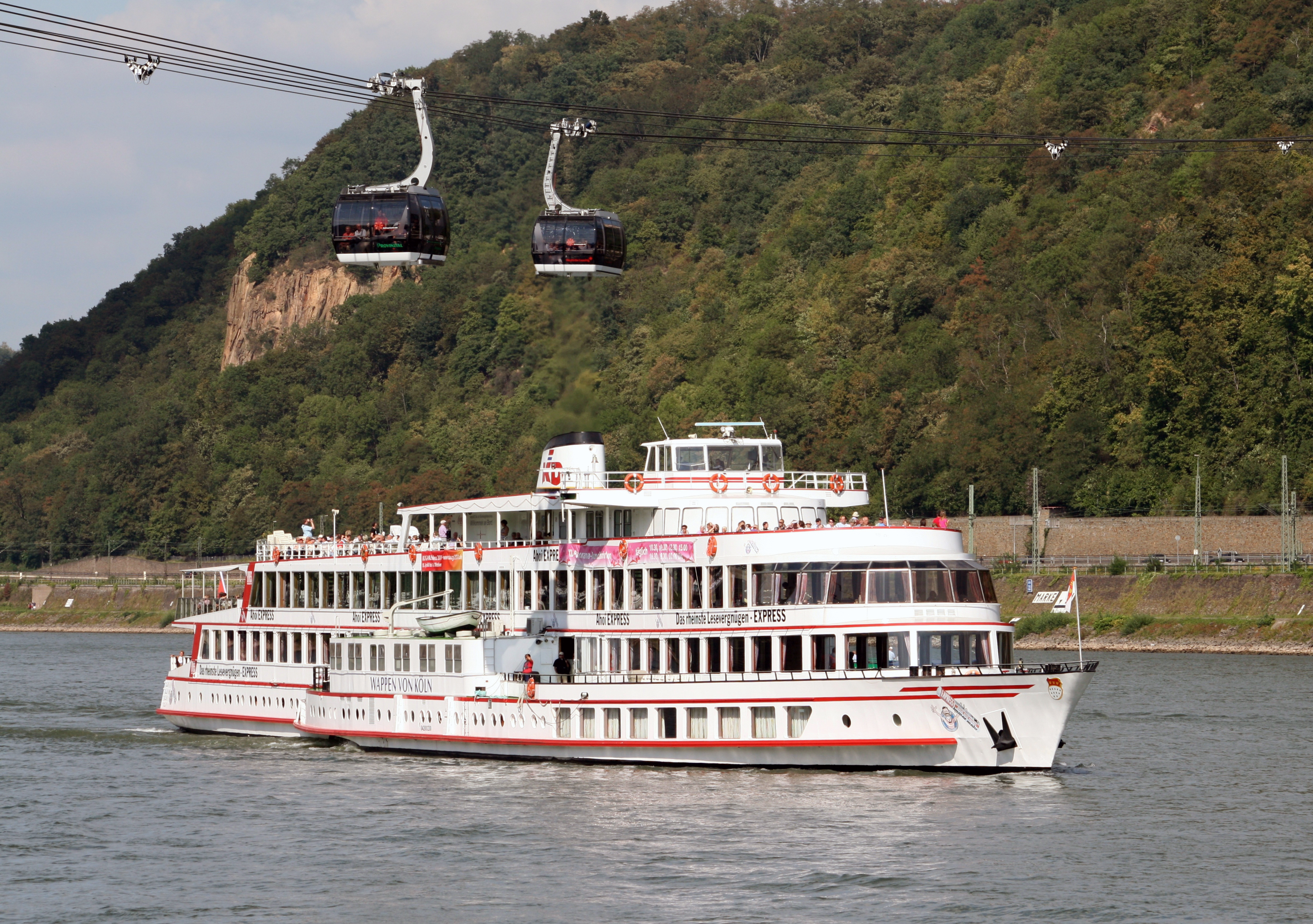
Die Wappen von Köln als Rundfahrschiff bei der BUGA 2011

Die Wappen von Köln war ein Vierdeck-Fahrgastschiff mit einer Nutzfläche von 1300 m² und einer durchschnittlichen Deckenhöhe von 2,20 m. An die im Bug des Unterdecks eingerichtete Bar mit 158 Plätzen schloss sich im Mittelschiff der Eingangsbereich mit Garderobe an. Dahinter befand sich der Maschinenraum, an den sich achtern bzw. hinten Kühl- und Versorgungsräume anschlossen. Die beiden durch die Eingangshalle getrennten Restaurants im Hauptdeck hatten insgesamt 394 Plätze. Die teilweise behindertengerechten Toilettenanlagen und das Schiffsbüro waren in der Eingangshalle eingerichtet. Im Oberdeck gab es ebenfalls zwei Restaurants mit Platz für 372 Fahrgäste. Das vordere Restaurant war bugseitig mit einer großflächigen Verglasung versehen. Achtern schloss sich an das hintere Restaurant ein überdachtes Freideck mit 72 Plätzen an. Auf dem durch den versenkbaren Steuerstand und andere Aufbauten geteilten Sonnendeck fanden bis zu 1000 Fahrgäste Platz. In den geschlossenen Decks der Wappen von Köln gab es fünf Salons. Zuletzt war das Schiff nur noch für maximal 1985 Fahrgäste zugelassen.

## Technik

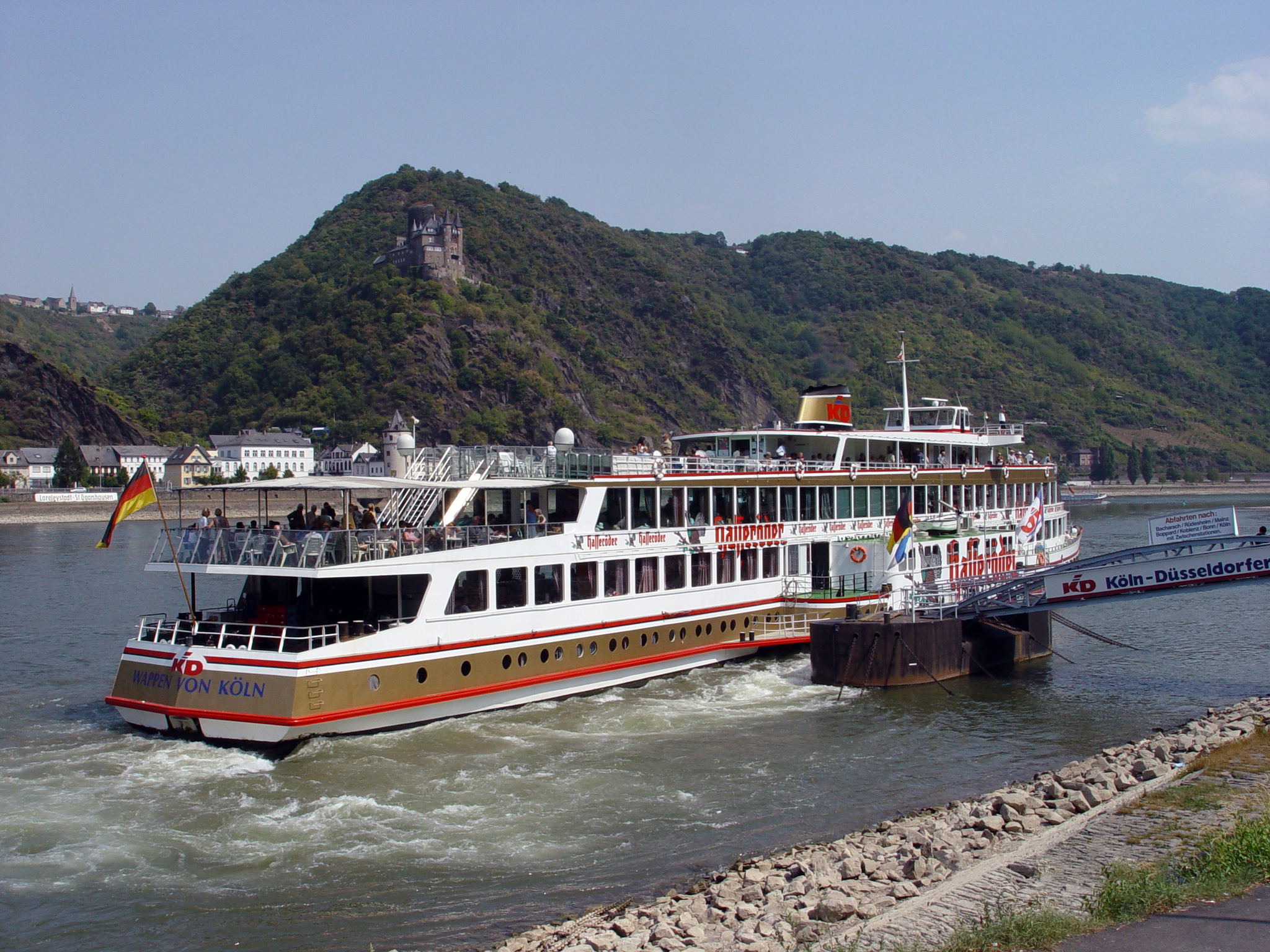
Die Wappen von Köln mit Hasseröder-Werbung in St. Goar (2003)

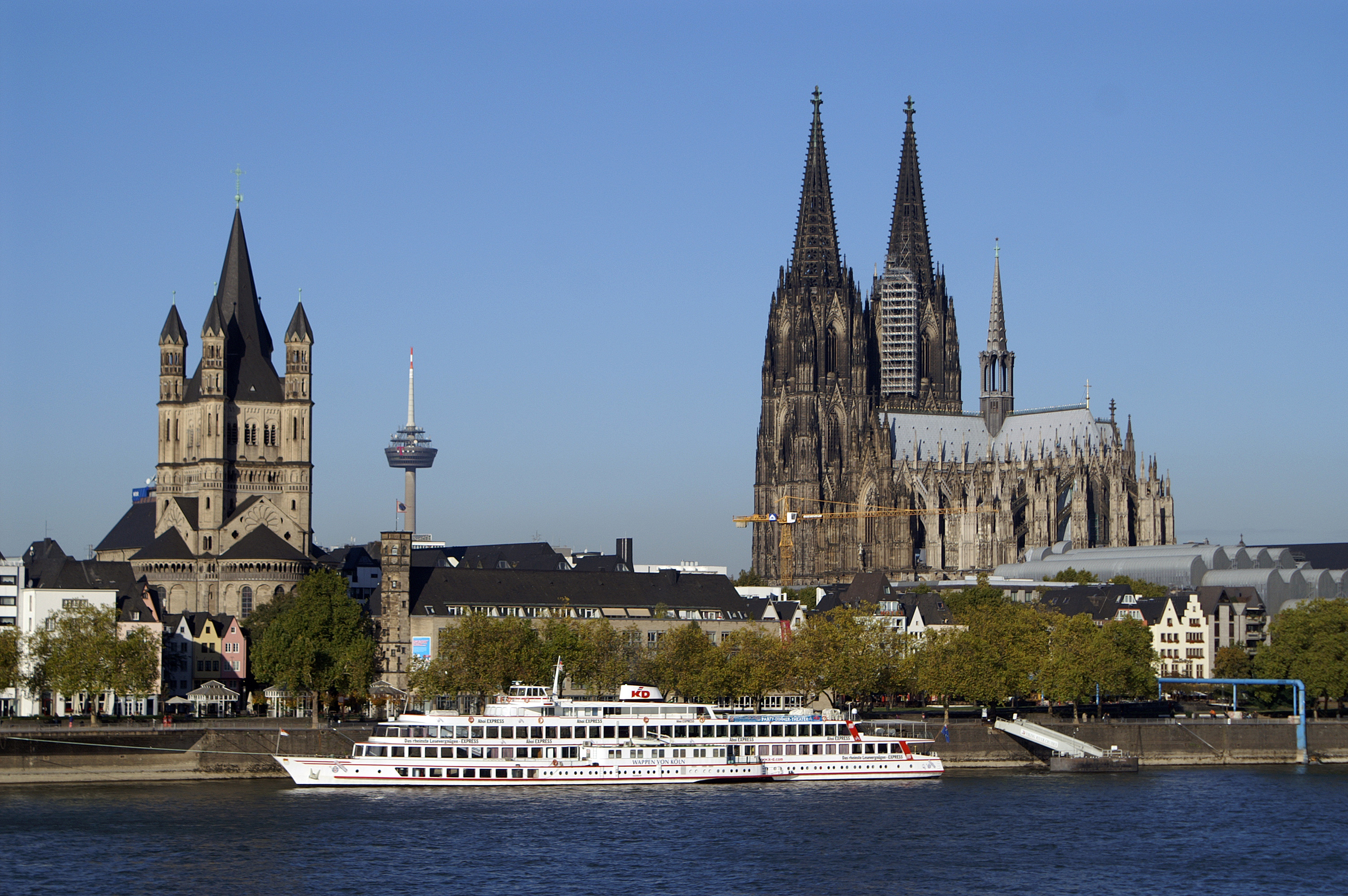
Wappen von Köln am Anleger Köln

Die Wappen von Köln war 92,50 m lang, 15,85 m breit (9,00 m  Ober- und Freideck) und 10,20 m hoch. Der Tiefgang war mit maximal 1,47 m angegeben. Durch den ausladenden Rumpf, die schlanke Heckpartie und die mittschiffs angeordnete Motoren- und Antriebsanlage ähnelte das Erscheinungsbild des Schiffes auch in Fahrt dem eines Seitenraddampfers.
Der Antrieb erfolgte mit zwei 12-Zylinder-Dieselmotoren des Typs Deutz SBA12M421 mit einer Leistung von je 735 kW, die auf jeweils einen vierflügeligen Voith-Schneider-Antrieb wirkten. Durch diese Bauart war das Schiff sehr manövrierfähig.